# Střemhlavý bombardér

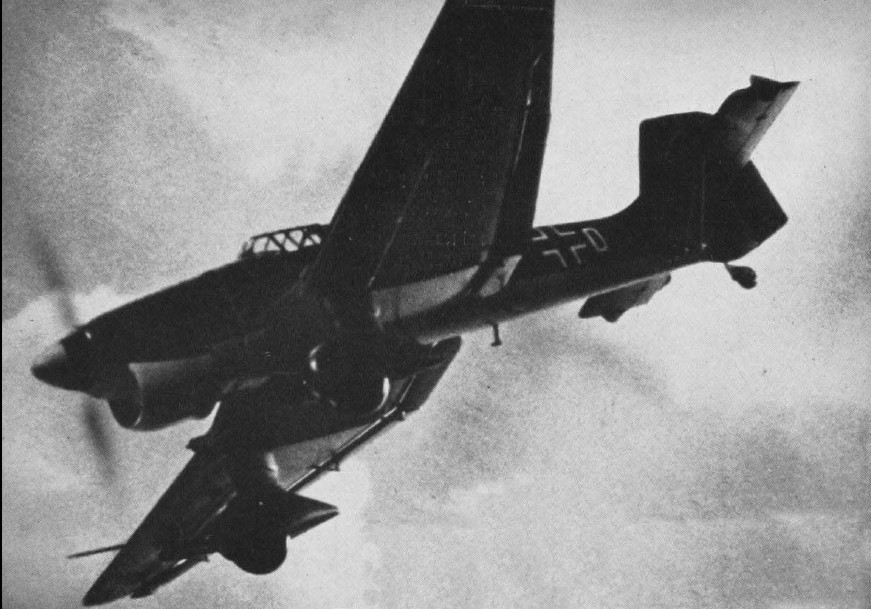
Junkers Ju-87B „Stuka“

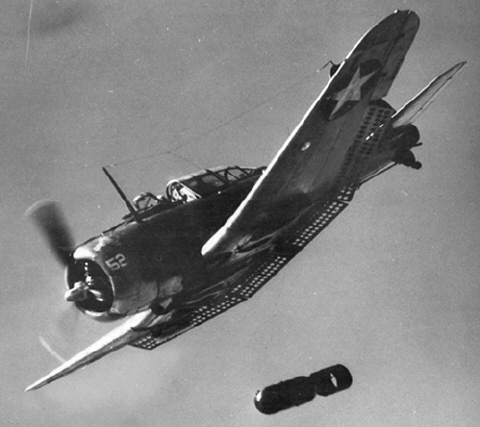
SBD Dauntless

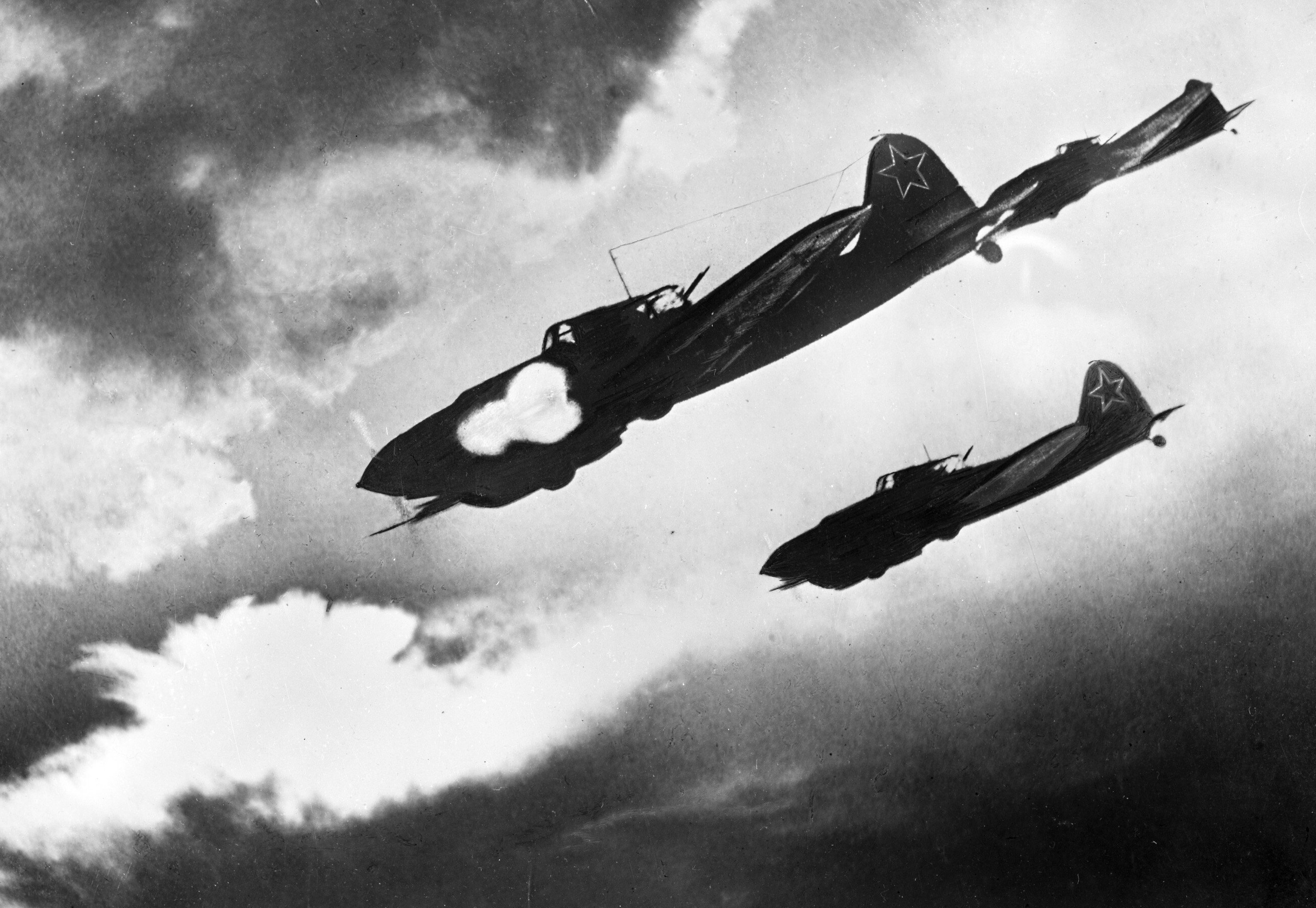
Il-2 útočící na německou tankovou kolonu během bitvy u Kurska

Střemhlavý bombardér byl typ bombardovacího letounu, používaného mezi světovými válkami a na počátku druhé světové války, který na svůj cíl nalétával střemhlavým letem (kolmo, nebo pod velmi ostrým úhlem k zemi). Takový manévr zajišťoval větší pravděpodobnost zásahu pumy a díky vyšší rychlosti přiblížení i snižoval nebezpečí zásahu protiletadlovou palbou. Proto se střemhlavé bombardéry používaly proti relativně malým nebo pohybujícím se cílům jako jsou např. mosty, bunkry, budovy, tanky nebo lodě. I když byly střemhlavé bombardéry účinné proti pozemním jednotkám, potřebovaly doprovod stíhaček, jelikož v leteckých soubojích se stíhacími letouny nepřítele postrádaly rychlost a obratnost a představovaly relativně snadný cíl k sestřelení.

## Vznik střemhlavých bombardérů
Taktika střemhlavého bombardování byla poprvé použita za První světové války, avšak konstrukce tehdejších letadel špatně snášela akceleraci při střemhlavém letu a zejména přetížení při jeho vybírání po odhození pumy, takže se jednalo o velmi riskantní manévr.
Ve 20. letech se pak střemhlavé bombardování (angl. dive bombing) stalo doslova taktickou doktrínou amerického námořního letectva, které vidělo jeho nesporné výhody zejména při útoku na pohybující se nepřátelské lodě. Prvním specializovaným střemhlavým bombardérem se stal letoun F8C Falcon, známý pod přezdívkou „Helldiver“. Stejnou přezdívku měl také pozdější střemhlavý bombardér námořnictva SB2C. Pro tyto specializované letouny byly charakteristické zejména zesílená konstrukce křídel a aerodynamické brzdy pro snadnější vybrání střemhlavého letu. Právě v této fázi letu byly tyto letouny nejpomalejší a nejzranitelnější, proto se u řady konstrukcí objevilo také zesílené pancéřování.
Taktiku střemhlavého bombardování pak ve 30. letech od Američanů převzala i letectva jiných států, především Japonsko a Německo, které vytvořily letadla vlastních konstrukcí.

## Střemhlavé bombardéry za 2. světové války
Nejznámějším střemhlavým bombardérem se stal německý Junkers Ju 87 „Stuka“ (zkratka německého Sturzkampfflugzeug, doslova: střemhlavý bojový letoun), který nejen svým řevem (letoun byl vybaven náporovými sirénami, které způsobovaly mezi bombardovanými paniku ) naháněla hrůzu ve Španělsku, Polsku a ve Francii. Štuky se v rámci taktiky Blitzkriegu staly ideálním doplňkem rychle postupujících obrněných formací, kterým poskytovaly lepší palebnou podporu, než pomalé dělostřelectvo. V roce 1940, v bitvě o Británii se však už robustní, ale relativně pomalé a nedostatečně vyzbrojené Stuky neprosadily a z role prvoliniového bitevního letounu byly staženy. Své uplatnění však našly během operace Barbarossa, kde v součinnosti s tankovými skupinami umožnily německým pozemním jednotkám postup až k branám Moskvy. Během stalingradské bitvy uskutečnili piloti německých střemhlavých bombardérů nad městem za tři měsíce až přes 200 bojových vzletů. Jedním z nich byl Hans-Ulrich Rudel, jenž se stal nejznámějším bombardovacím esem Luftwaffe.
Přestože taktika střemhlavého bombardování byla používána po celé období druhé světové války a i dlouho po ní (v určitém ohledu dodnes), specializované střemhlavé bombardovací letouny se přestaly vyrábět. Jednak kvůli pokroku techniky (zejména elektronice) a zvyšující se přesnosti bombardování, takže jiné typy bombardovacích letounů byly schopné zasáhnout i pohyblivý cíl, aniž by se k němu musely přiblížit na krátkou vzdálenost. Dále vzrostl výkon stíhacích letadel, které mohly nést i těžší bomby a byly schopné převzít roli střemhlavého bombardéru.